# Celama albidula
Celama albidula är en fjärilsart som beskrevs av Hans Zerny 1934. Celama albidula ingår i släktet Celama och familjen trågspinnare. Inga underarter finns listade i Catalogue of Life.